# Darwinvinken
Darwinvinken vormen een groepje van een aantal verwante soorten zangvogels die voorkomen op de Galapagoseilanden.

## Inleiding
Binnen het dierenrijk behoren de darwinvinken, ook wel galapagosvinken genoemd, tot de grote orde der zangvogels (Passeriformes) en de familie der Thraupidae. Dit zijn uitsluitend in Noord- en Zuid-Amerika voorkomende vinkachtigen. Vroeger werden de darwinvinken tot een geslachtengroep (Geospizini) gerekend, nu hebben ze een eigen onderfamilie binnen de gorzen: de Geospizinae.

## Geschiedenis
In de geschiedenis hebben de Galápagoseilanden, en dus ook de darwinvinken een zeer belangrijke rol gespeeld. Toen de natuuronderzoeker en latere bedenker van de evolutietheorie Charles Darwin in de herfst van 1835 de Galapagoseilanden bezocht, zag hij verwantschap tussen de vinken en het verschil in snavelvorm en gedrag. Echter, een veelvoorkomend misverstand is dat Darwin onmiddellijk zou hebben ingezien dat alle 15 soorten darwinvinken, allemaal nauw verwant waren. Toen Darwin in 1835 de vinken voor het eerst verzamelde, determineerde hij slechts zes van de 15 soorten als vinkachtigen. Hij plaatste soorten met een heel dikke snavel of met een heel dunne snavel in totaal andere families. Zo beschreef hij de boszangervinken als een soort winterkoning.
Veel later, terug in Engeland bleek dat meer soorten dan hij verwachtte, nauw aan elkaar verwant waren. Vooral John Gould maakte in 1837 Darwin attent op de verwantschap van een groot aantal van de door hem verzamelde vogels, die we nu de darwinvinken noemen. Darwins bevindingen werden pas 24 jaar na de Beaglereis gepubliceerd in On the origin of species. Hij bedacht dat deze verwante vinken één dezelfde voorouder hadden en dat de nakomelingen na vele generaties, op den duur verschillende ecologische niches gingen bezetten. Er ontstonden deelpopulaties met ieder een eigen niche, dat wil zeggen een eigen gedrag zoals de manier van voedsel zoeken, geluiden maken etc. Op den duur herkenden de vogels binnen een deelpopulatie geen vogels uit andere deelpopulaties meer als sekspartner, hoewel ze niet gescheiden werden door geografische barrières zoals zee of gebergten. Toen de deelpopulaties onderling niet meer kruisten, werkte de natuurlijke selectie bij iedere deelpopulatie alleen nog maar in het voordeel van vogels die het best zijn aangepast aan een bepaalde niche. Bij vogels die zich bijvoorbeeld hadden gespecialiseerd in het eten van vrij grote, harde zaden, werkte de selectie in het voordeel van dieren met een grote snavel. Omgekeerd werkte de selectie bij vogels in deelpopulaties die kleine zaden en insecten aten, in het voordeel van dieren met een klein snaveltje. Zo ontstonden verschillende soorten. Dit heet sympatrische soortvorming. Zo werden uiteindelijk 15 soorten gevormd (en één soort op Cocoseiland). Het isolement van de Galápagoseilanden speelde hierbij een rol omdat op een groot continent de vogels veel meer concurrentie van andere dieren (vogels) zouden hebben ondervonden bij het vinden van nieuwe niches en zou er geen plaats zijn geweest voor verschillende deelpopulaties met ieder een eigen niche. Dit fenomeen, dat een soort zich in een nieuw leefgebied ontwikkelt tot een "waaier" van nieuwe soorten, heet adaptieve radiatie.
De 31 exemplaren die Darwin mee naar Londen nam schonk hij aan de Zoological Society of London. Na de sluiting van dit museum werden de darwinvinken verspreid over verschillende instituten. Vijf vinken kwamen in het bezit van Naturalis in Leiden. De vijf exemplaren, één cactusgrondvink (Geospiza scandens), drie kleine grondvinken (Geospiza fuliginosa) en één vegetarische boomvink (Platyspiza crassirostris), worden in de collectie onder speciale omstandigheden bewaard. De darwinvinken kunnen door de omstandigheden waaronder ze bewaard moeten worden niet permanent worden tentoongesteld.

## Indeling der Geospizinae
Volgens de inzichten uit 2011 is deze groep onderverdeeld in vijf geslachten:
- 1. Geslacht Geospiza, grondvinken. Snavel dik en vinkachtig, mannen zwart, vrouwen en jonge mannen grijsbruin met vlekken, zes soorten:
  - grote grondvink (Geospiza magnirostis)
  - middelste grondvink (Geospiza fortis),
  - kleine grondvink (Geospiza fuliginosa)
  - spitssnavelgrondvink (Geospiza difficilis)
  - genovesagrondvink (Geospiza acutirostris)
  - cactusgrondvink (Geospiza scandens)
  - grote cactusgrondvink (Geospiza conirostris).

- 2. Geslacht Platyspiza, één soort met langste darm van alle darwinvinken, uitsluitend planteneter, 13,5 cm lang, 41 gram zwaar, snavel goudvinkachtig.
  - vegetarische boomvink (Platyspiza crassirostris)
- 3. Geslacht Camarhynchus. Deze vinken lijken op bovenstaande soort. Bovenkant olijfgroen, onderkant vaalbruin. Vijf soorten. Bovenste deel van rug en borst met kleine zwarte vlekjes, bovenkop volwassen mannetjes zijn zwart. Bij de laatste twee soorten is de bovenzijde olijfgroen, onderzijde geelachtig grijs is er geen uiterlijk verschil tussen mannetjes en vrouwtje.
  - kleine boomvink (Camarhynchus parvulus)
  - Charles' boomvink (Camarhynchus pauper)
  - grote boomvink (Camarhynchus psittacula)
  - spechtvink (Camarhynchus pallidus)
  - mangrovevink (Camarhynchus heliobates).

- 4. Geslacht Certhidea, boszangervinken. Twee soorten: 9,5 cm lang, slanke priemsnavel, kortste darm van alle darwinvinken, bijna uitsluitend insecteneter.

- 5. Geslacht Pinaroloxias. Kleur als bij grondvinken, enige soort die niet op Galápagoseilanden, maar op Cocoseiland (ca. 800 km naar Noordoosten) leeft.
  - cocosvink (Pinaroloxias inornata)

### Cladogram
In dit cladogram ontbreekt de mangrovevink omdat daarvan geen materiaal beschikbaar was.
|  | grote grondvink (Geospiza magnirostis)     |
|  |                                            |
|  | spitssnavelgrondvink (Geospiza difficilis) |
|  |                                            |
|  | cactusgrondvink (Geospiza scandens)        |
|  |                                            |

|  | grote cactusgrondvink (Geospiza conirostris) |
|  |                                              |
|  | middelste grondvink (Geospiza fortis)        |
|  |                                              |

|  | grote grondvink (Geospiza magnirostis)     |
|  |                                            |
|  | spitssnavelgrondvink (Geospiza difficilis) |
|  |                                            |
|  | cactusgrondvink (Geospiza scandens)        |
|  |                                            |

|  | grote cactusgrondvink (Geospiza conirostris) |
|  |                                              |
|  | middelste grondvink (Geospiza fortis)        |
|  |                                              |

|  | grote grondvink (Geospiza magnirostis)     |
|  |                                            |
|  | spitssnavelgrondvink (Geospiza difficilis) |
|  |                                            |
|  | cactusgrondvink (Geospiza scandens)        |
|  |                                            |

|  | grote cactusgrondvink (Geospiza conirostris) |
|  |                                              |
|  | middelste grondvink (Geospiza fortis)        |
|  |                                              |

|  | grote grondvink (Geospiza magnirostis)     |
|  |                                            |
|  | spitssnavelgrondvink (Geospiza difficilis) |
|  |                                            |
|  | cactusgrondvink (Geospiza scandens)        |
|  |                                            |

|  | grote cactusgrondvink (Geospiza conirostris) |
|  |                                              |
|  | middelste grondvink (Geospiza fortis)        |
|  |                                              |

|  | spechtvink (Camarhynchus pallidus)       |
|  |                                          |
|  | grote boomvink (Camarhynchus psittacula) |
|  |                                          |

|  | Charles' boomvink (Camarhynchus pauper) |
|  |                                         |
|  | kleine boomvink (Camarhynchus parvulus) |
|  |                                         |

|  | spechtvink (Camarhynchus pallidus)       |
|  |                                          |
|  | grote boomvink (Camarhynchus psittacula) |
|  |                                          |

|  | Charles' boomvink (Camarhynchus pauper) |
|  |                                         |
|  | kleine boomvink (Camarhynchus parvulus) |
|  |                                         |

|  | spechtvink (Camarhynchus pallidus)       |
|  |                                          |
|  | grote boomvink (Camarhynchus psittacula) |
|  |                                          |

|  | Charles' boomvink (Camarhynchus pauper) |
|  |                                         |
|  | kleine boomvink (Camarhynchus parvulus) |
|  |                                         |

|  | spechtvink (Camarhynchus pallidus)       |
|  |                                          |
|  | grote boomvink (Camarhynchus psittacula) |
|  |                                          |

|  | Charles' boomvink (Camarhynchus pauper) |
|  |                                         |
|  | kleine boomvink (Camarhynchus parvulus) |
|  |                                         |

|  | grote grondvink (Geospiza magnirostis)     |
|  |                                            |
|  | spitssnavelgrondvink (Geospiza difficilis) |
|  |                                            |
|  | cactusgrondvink (Geospiza scandens)        |
|  |                                            |

|  | grote cactusgrondvink (Geospiza conirostris) |
|  |                                              |
|  | middelste grondvink (Geospiza fortis)        |
|  |                                              |

|  | grote grondvink (Geospiza magnirostis)     |
|  |                                            |
|  | spitssnavelgrondvink (Geospiza difficilis) |
|  |                                            |
|  | cactusgrondvink (Geospiza scandens)        |
|  |                                            |

|  | grote cactusgrondvink (Geospiza conirostris) |
|  |                                              |
|  | middelste grondvink (Geospiza fortis)        |
|  |                                              |

|  | grote grondvink (Geospiza magnirostis)     |
|  |                                            |
|  | spitssnavelgrondvink (Geospiza difficilis) |
|  |                                            |
|  | cactusgrondvink (Geospiza scandens)        |
|  |                                            |

|  | grote cactusgrondvink (Geospiza conirostris) |
|  |                                              |
|  | middelste grondvink (Geospiza fortis)        |
|  |                                              |

|  | grote grondvink (Geospiza magnirostis)     |
|  |                                            |
|  | spitssnavelgrondvink (Geospiza difficilis) |
|  |                                            |
|  | cactusgrondvink (Geospiza scandens)        |
|  |                                            |

|  | grote cactusgrondvink (Geospiza conirostris) |
|  |                                              |
|  | middelste grondvink (Geospiza fortis)        |
|  |                                              |

|  | spechtvink (Camarhynchus pallidus)       |
|  |                                          |
|  | grote boomvink (Camarhynchus psittacula) |
|  |                                          |

|  | Charles' boomvink (Camarhynchus pauper) |
|  |                                         |
|  | kleine boomvink (Camarhynchus parvulus) |
|  |                                         |

|  | spechtvink (Camarhynchus pallidus)       |
|  |                                          |
|  | grote boomvink (Camarhynchus psittacula) |
|  |                                          |

|  | Charles' boomvink (Camarhynchus pauper) |
|  |                                         |
|  | kleine boomvink (Camarhynchus parvulus) |
|  |                                         |

|  | spechtvink (Camarhynchus pallidus)       |
|  |                                          |
|  | grote boomvink (Camarhynchus psittacula) |
|  |                                          |

|  | Charles' boomvink (Camarhynchus pauper) |
|  |                                         |
|  | kleine boomvink (Camarhynchus parvulus) |
|  |                                         |

|  | spechtvink (Camarhynchus pallidus)       |
|  |                                          |
|  | grote boomvink (Camarhynchus psittacula) |
|  |                                          |

|  | Charles' boomvink (Camarhynchus pauper) |
|  |                                         |
|  | kleine boomvink (Camarhynchus parvulus) |
|  |                                         |

|  | grote grondvink (Geospiza magnirostis)     |
|  |                                            |
|  | spitssnavelgrondvink (Geospiza difficilis) |
|  |                                            |
|  | cactusgrondvink (Geospiza scandens)        |
|  |                                            |

|  | grote cactusgrondvink (Geospiza conirostris) |
|  |                                              |
|  | middelste grondvink (Geospiza fortis)        |
|  |                                              |

|  | grote grondvink (Geospiza magnirostis)     |
|  |                                            |
|  | spitssnavelgrondvink (Geospiza difficilis) |
|  |                                            |
|  | cactusgrondvink (Geospiza scandens)        |
|  |                                            |

|  | grote cactusgrondvink (Geospiza conirostris) |
|  |                                              |
|  | middelste grondvink (Geospiza fortis)        |
|  |                                              |

|  | grote grondvink (Geospiza magnirostis)     |
|  |                                            |
|  | spitssnavelgrondvink (Geospiza difficilis) |
|  |                                            |
|  | cactusgrondvink (Geospiza scandens)        |
|  |                                            |

|  | grote cactusgrondvink (Geospiza conirostris) |
|  |                                              |
|  | middelste grondvink (Geospiza fortis)        |
|  |                                              |

|  | grote grondvink (Geospiza magnirostis)     |
|  |                                            |
|  | spitssnavelgrondvink (Geospiza difficilis) |
|  |                                            |
|  | cactusgrondvink (Geospiza scandens)        |
|  |                                            |

|  | grote cactusgrondvink (Geospiza conirostris) |
|  |                                              |
|  | middelste grondvink (Geospiza fortis)        |
|  |                                              |

|  | spechtvink (Camarhynchus pallidus)       |
|  |                                          |
|  | grote boomvink (Camarhynchus psittacula) |
|  |                                          |

|  | Charles' boomvink (Camarhynchus pauper) |
|  |                                         |
|  | kleine boomvink (Camarhynchus parvulus) |
|  |                                         |

|  | spechtvink (Camarhynchus pallidus)       |
|  |                                          |
|  | grote boomvink (Camarhynchus psittacula) |
|  |                                          |

|  | Charles' boomvink (Camarhynchus pauper) |
|  |                                         |
|  | kleine boomvink (Camarhynchus parvulus) |
|  |                                         |

|  | spechtvink (Camarhynchus pallidus)       |
|  |                                          |
|  | grote boomvink (Camarhynchus psittacula) |
|  |                                          |

|  | Charles' boomvink (Camarhynchus pauper) |
|  |                                         |
|  | kleine boomvink (Camarhynchus parvulus) |
|  |                                         |

|  | spechtvink (Camarhynchus pallidus)       |
|  |                                          |
|  | grote boomvink (Camarhynchus psittacula) |
|  |                                          |

|  | Charles' boomvink (Camarhynchus pauper) |
|  |                                         |
|  | kleine boomvink (Camarhynchus parvulus) |
|  |                                         |

|  | grote grondvink (Geospiza magnirostis)     |
|  |                                            |
|  | spitssnavelgrondvink (Geospiza difficilis) |
|  |                                            |
|  | cactusgrondvink (Geospiza scandens)        |
|  |                                            |

|  | grote cactusgrondvink (Geospiza conirostris) |
|  |                                              |
|  | middelste grondvink (Geospiza fortis)        |
|  |                                              |

|  | grote grondvink (Geospiza magnirostis)     |
|  |                                            |
|  | spitssnavelgrondvink (Geospiza difficilis) |
|  |                                            |
|  | cactusgrondvink (Geospiza scandens)        |
|  |                                            |

|  | grote cactusgrondvink (Geospiza conirostris) |
|  |                                              |
|  | middelste grondvink (Geospiza fortis)        |
|  |                                              |

|  | grote grondvink (Geospiza magnirostis)     |
|  |                                            |
|  | spitssnavelgrondvink (Geospiza difficilis) |
|  |                                            |
|  | cactusgrondvink (Geospiza scandens)        |
|  |                                            |

|  | grote cactusgrondvink (Geospiza conirostris) |
|  |                                              |
|  | middelste grondvink (Geospiza fortis)        |
|  |                                              |

|  | grote grondvink (Geospiza magnirostis)     |
|  |                                            |
|  | spitssnavelgrondvink (Geospiza difficilis) |
|  |                                            |
|  | cactusgrondvink (Geospiza scandens)        |
|  |                                            |

|  | grote cactusgrondvink (Geospiza conirostris) |
|  |                                              |
|  | middelste grondvink (Geospiza fortis)        |
|  |                                              |

|  | spechtvink (Camarhynchus pallidus)       |
|  |                                          |
|  | grote boomvink (Camarhynchus psittacula) |
|  |                                          |

|  | Charles' boomvink (Camarhynchus pauper) |
|  |                                         |
|  | kleine boomvink (Camarhynchus parvulus) |
|  |                                         |

|  | spechtvink (Camarhynchus pallidus)       |
|  |                                          |
|  | grote boomvink (Camarhynchus psittacula) |
|  |                                          |

|  | Charles' boomvink (Camarhynchus pauper) |
|  |                                         |
|  | kleine boomvink (Camarhynchus parvulus) |
|  |                                         |

|  | spechtvink (Camarhynchus pallidus)       |
|  |                                          |
|  | grote boomvink (Camarhynchus psittacula) |
|  |                                          |

|  | Charles' boomvink (Camarhynchus pauper) |
|  |                                         |
|  | kleine boomvink (Camarhynchus parvulus) |
|  |                                         |

|  | spechtvink (Camarhynchus pallidus)       |
|  |                                          |
|  | grote boomvink (Camarhynchus psittacula) |
|  |                                          |

|  | Charles' boomvink (Camarhynchus pauper) |
|  |                                         |
|  | kleine boomvink (Camarhynchus parvulus) |
|  |                                         |

|  | grote grondvink (Geospiza magnirostis)     |
|  |                                            |
|  | spitssnavelgrondvink (Geospiza difficilis) |
|  |                                            |
|  | cactusgrondvink (Geospiza scandens)        |
|  |                                            |

|  | grote cactusgrondvink (Geospiza conirostris) |
|  |                                              |
|  | middelste grondvink (Geospiza fortis)        |
|  |                                              |

|  | grote grondvink (Geospiza magnirostis)     |
|  |                                            |
|  | spitssnavelgrondvink (Geospiza difficilis) |
|  |                                            |
|  | cactusgrondvink (Geospiza scandens)        |
|  |                                            |

|  | grote cactusgrondvink (Geospiza conirostris) |
|  |                                              |
|  | middelste grondvink (Geospiza fortis)        |
|  |                                              |

|  | grote grondvink (Geospiza magnirostis)     |
|  |                                            |
|  | spitssnavelgrondvink (Geospiza difficilis) |
|  |                                            |
|  | cactusgrondvink (Geospiza scandens)        |
|  |                                            |

|  | grote cactusgrondvink (Geospiza conirostris) |
|  |                                              |
|  | middelste grondvink (Geospiza fortis)        |
|  |                                              |

|  | grote grondvink (Geospiza magnirostis)     |
|  |                                            |
|  | spitssnavelgrondvink (Geospiza difficilis) |
|  |                                            |
|  | cactusgrondvink (Geospiza scandens)        |
|  |                                            |

|  | grote cactusgrondvink (Geospiza conirostris) |
|  |                                              |
|  | middelste grondvink (Geospiza fortis)        |
|  |                                              |

|  | spechtvink (Camarhynchus pallidus)       |
|  |                                          |
|  | grote boomvink (Camarhynchus psittacula) |
|  |                                          |

|  | Charles' boomvink (Camarhynchus pauper) |
|  |                                         |
|  | kleine boomvink (Camarhynchus parvulus) |
|  |                                         |

|  | spechtvink (Camarhynchus pallidus)       |
|  |                                          |
|  | grote boomvink (Camarhynchus psittacula) |
|  |                                          |

|  | Charles' boomvink (Camarhynchus pauper) |
|  |                                         |
|  | kleine boomvink (Camarhynchus parvulus) |
|  |                                         |

|  | spechtvink (Camarhynchus pallidus)       |
|  |                                          |
|  | grote boomvink (Camarhynchus psittacula) |
|  |                                          |

|  | Charles' boomvink (Camarhynchus pauper) |
|  |                                         |
|  | kleine boomvink (Camarhynchus parvulus) |
|  |                                         |

|  | spechtvink (Camarhynchus pallidus)       |
|  |                                          |
|  | grote boomvink (Camarhynchus psittacula) |
|  |                                          |

|  | Charles' boomvink (Camarhynchus pauper) |
|  |                                         |
|  | kleine boomvink (Camarhynchus parvulus) |
|  |                                         |

|  | grote grondvink (Geospiza magnirostis)     |
|  |                                            |
|  | spitssnavelgrondvink (Geospiza difficilis) |
|  |                                            |
|  | cactusgrondvink (Geospiza scandens)        |
|  |                                            |

|  | grote cactusgrondvink (Geospiza conirostris) |
|  |                                              |
|  | middelste grondvink (Geospiza fortis)        |
|  |                                              |

|  | grote grondvink (Geospiza magnirostis)     |
|  |                                            |
|  | spitssnavelgrondvink (Geospiza difficilis) |
|  |                                            |
|  | cactusgrondvink (Geospiza scandens)        |
|  |                                            |

|  | grote cactusgrondvink (Geospiza conirostris) |
|  |                                              |
|  | middelste grondvink (Geospiza fortis)        |
|  |                                              |

|  | grote grondvink (Geospiza magnirostis)     |
|  |                                            |
|  | spitssnavelgrondvink (Geospiza difficilis) |
|  |                                            |
|  | cactusgrondvink (Geospiza scandens)        |
|  |                                            |

|  | grote cactusgrondvink (Geospiza conirostris) |
|  |                                              |
|  | middelste grondvink (Geospiza fortis)        |
|  |                                              |

|  | grote grondvink (Geospiza magnirostis)     |
|  |                                            |
|  | spitssnavelgrondvink (Geospiza difficilis) |
|  |                                            |
|  | cactusgrondvink (Geospiza scandens)        |
|  |                                            |

|  | grote cactusgrondvink (Geospiza conirostris) |
|  |                                              |
|  | middelste grondvink (Geospiza fortis)        |
|  |                                              |

|  | spechtvink (Camarhynchus pallidus)       |
|  |                                          |
|  | grote boomvink (Camarhynchus psittacula) |
|  |                                          |

|  | Charles' boomvink (Camarhynchus pauper) |
|  |                                         |
|  | kleine boomvink (Camarhynchus parvulus) |
|  |                                         |

|  | spechtvink (Camarhynchus pallidus)       |
|  |                                          |
|  | grote boomvink (Camarhynchus psittacula) |
|  |                                          |

|  | Charles' boomvink (Camarhynchus pauper) |
|  |                                         |
|  | kleine boomvink (Camarhynchus parvulus) |
|  |                                         |

|  | spechtvink (Camarhynchus pallidus)       |
|  |                                          |
|  | grote boomvink (Camarhynchus psittacula) |
|  |                                          |

|  | Charles' boomvink (Camarhynchus pauper) |
|  |                                         |
|  | kleine boomvink (Camarhynchus parvulus) |
|  |                                         |

|  | spechtvink (Camarhynchus pallidus)       |
|  |                                          |
|  | grote boomvink (Camarhynchus psittacula) |
|  |                                          |

|  | Charles' boomvink (Camarhynchus pauper) |
|  |                                         |
|  | kleine boomvink (Camarhynchus parvulus) |
|  |                                         |

|  | grote grondvink (Geospiza magnirostis)     |
|  |                                            |
|  | spitssnavelgrondvink (Geospiza difficilis) |
|  |                                            |
|  | cactusgrondvink (Geospiza scandens)        |
|  |                                            |

|  | grote cactusgrondvink (Geospiza conirostris) |
|  |                                              |
|  | middelste grondvink (Geospiza fortis)        |
|  |                                              |

|  | grote grondvink (Geospiza magnirostis)     |
|  |                                            |
|  | spitssnavelgrondvink (Geospiza difficilis) |
|  |                                            |
|  | cactusgrondvink (Geospiza scandens)        |
|  |                                            |

|  | grote cactusgrondvink (Geospiza conirostris) |
|  |                                              |
|  | middelste grondvink (Geospiza fortis)        |
|  |                                              |

|  | grote grondvink (Geospiza magnirostis)     |
|  |                                            |
|  | spitssnavelgrondvink (Geospiza difficilis) |
|  |                                            |
|  | cactusgrondvink (Geospiza scandens)        |
|  |                                            |

|  | grote cactusgrondvink (Geospiza conirostris) |
|  |                                              |
|  | middelste grondvink (Geospiza fortis)        |
|  |                                              |

|  | grote grondvink (Geospiza magnirostis)     |
|  |                                            |
|  | spitssnavelgrondvink (Geospiza difficilis) |
|  |                                            |
|  | cactusgrondvink (Geospiza scandens)        |
|  |                                            |

|  | grote cactusgrondvink (Geospiza conirostris) |
|  |                                              |
|  | middelste grondvink (Geospiza fortis)        |
|  |                                              |

|  | spechtvink (Camarhynchus pallidus)       |
|  |                                          |
|  | grote boomvink (Camarhynchus psittacula) |
|  |                                          |

|  | Charles' boomvink (Camarhynchus pauper) |
|  |                                         |
|  | kleine boomvink (Camarhynchus parvulus) |
|  |                                         |

|  | spechtvink (Camarhynchus pallidus)       |
|  |                                          |
|  | grote boomvink (Camarhynchus psittacula) |
|  |                                          |

|  | Charles' boomvink (Camarhynchus pauper) |
|  |                                         |
|  | kleine boomvink (Camarhynchus parvulus) |
|  |                                         |

|  | spechtvink (Camarhynchus pallidus)       |
|  |                                          |
|  | grote boomvink (Camarhynchus psittacula) |
|  |                                          |

|  | Charles' boomvink (Camarhynchus pauper) |
|  |                                         |
|  | kleine boomvink (Camarhynchus parvulus) |
|  |                                         |

|  | spechtvink (Camarhynchus pallidus)       |
|  |                                          |
|  | grote boomvink (Camarhynchus psittacula) |
|  |                                          |

|  | Charles' boomvink (Camarhynchus pauper) |
|  |                                         |
|  | kleine boomvink (Camarhynchus parvulus) |
|  |                                         |

|  | grote grondvink (Geospiza magnirostis)     |
|  |                                            |
|  | spitssnavelgrondvink (Geospiza difficilis) |
|  |                                            |
|  | cactusgrondvink (Geospiza scandens)        |
|  |                                            |

|  | grote cactusgrondvink (Geospiza conirostris) |
|  |                                              |
|  | middelste grondvink (Geospiza fortis)        |
|  |                                              |

|  | grote grondvink (Geospiza magnirostis)     |
|  |                                            |
|  | spitssnavelgrondvink (Geospiza difficilis) |
|  |                                            |
|  | cactusgrondvink (Geospiza scandens)        |
|  |                                            |

|  | grote cactusgrondvink (Geospiza conirostris) |
|  |                                              |
|  | middelste grondvink (Geospiza fortis)        |
|  |                                              |

|  | grote grondvink (Geospiza magnirostis)     |
|  |                                            |
|  | spitssnavelgrondvink (Geospiza difficilis) |
|  |                                            |
|  | cactusgrondvink (Geospiza scandens)        |
|  |                                            |

|  | grote cactusgrondvink (Geospiza conirostris) |
|  |                                              |
|  | middelste grondvink (Geospiza fortis)        |
|  |                                              |

|  | grote grondvink (Geospiza magnirostis)     |
|  |                                            |
|  | spitssnavelgrondvink (Geospiza difficilis) |
|  |                                            |
|  | cactusgrondvink (Geospiza scandens)        |
|  |                                            |

|  | grote cactusgrondvink (Geospiza conirostris) |
|  |                                              |
|  | middelste grondvink (Geospiza fortis)        |
|  |                                              |

|  | spechtvink (Camarhynchus pallidus)       |
|  |                                          |
|  | grote boomvink (Camarhynchus psittacula) |
|  |                                          |

|  | Charles' boomvink (Camarhynchus pauper) |
|  |                                         |
|  | kleine boomvink (Camarhynchus parvulus) |
|  |                                         |

|  | spechtvink (Camarhynchus pallidus)       |
|  |                                          |
|  | grote boomvink (Camarhynchus psittacula) |
|  |                                          |

|  | Charles' boomvink (Camarhynchus pauper) |
|  |                                         |
|  | kleine boomvink (Camarhynchus parvulus) |
|  |                                         |

|  | spechtvink (Camarhynchus pallidus)       |
|  |                                          |
|  | grote boomvink (Camarhynchus psittacula) |
|  |                                          |

|  | Charles' boomvink (Camarhynchus pauper) |
|  |                                         |
|  | kleine boomvink (Camarhynchus parvulus) |
|  |                                         |

|  | spechtvink (Camarhynchus pallidus)       |
|  |                                          |
|  | grote boomvink (Camarhynchus psittacula) |
|  |                                          |

|  | Charles' boomvink (Camarhynchus pauper) |
|  |                                         |
|  | kleine boomvink (Camarhynchus parvulus) |
|  |                                         |

Ontleend aan Sato, A. et al. (1999)

## Voortplanting van de darwinvinken
Op de Galápagoseilanden valt het warme seizoen tussen januari en mei, en dit is de voornaamste broedtijd voor de Geospizinae. De grondvinken verlaten dan altijd het groene hoogland en vestigen zich in het droge gebied dicht bij de kust, dat nu groen aan het worden is. De grondvinken krijgen soms gezelschap van enkele kleine boomvinken en vegetarische boomvinken, maar de meeste van deze vogels nestelen in het hoogland. De grote cactusgrondvink en de gewone cactusgrondvink verlaten het laagland nooit. Mannelijke darwinvinken die nog geen wijfje hebben stelen regelmatig materiaal uit de nesten van hun buren om het voor hun eigen nest te gebruiken. Als er eenmaal een paar gevormd is, bekleedt het wijfje de binnenkant van het nest met gras, veren of orchillakorstmossen, en bij de grondvinken helpen de mannetjes hierbij. Het legsel telt 1 tot 5, meestal 3 eieren. Enkel het wijfje broedt. De broedtijd duurt 11 tot 14 dagen. In deze tijd is het mannetje voor zijn vrouwtje vlak bij het nest. De beide oudervogels voeren hun jongen uit de krop met fijngemaakt voedsel. Na het uitvliegen worden de jongen enkel nog door het mannetje gevoed. Sommige soorten zoals de spechtvink slaan soms een jaar over bij grote droogte en/of schaarste aan insecten. Na de broedtijd vormen jonge en oude vogels die tot soorten met eenzelfde voedingswijze behoren losse zwermen die tot 400 vogels kunnen tellen. De insecteneters leven voornamelijk solitair.
De nesten worden soms gebouwd in een takvork, maar meestal tussen cactusstengels.

## Snavelvorm

### Relatie met voedingswijze
De vergelijking van de verschillende snavelvormen leert ons meer over de ontstaansgeschiedenis van de darwinvinken. De snavelgrootte bij deze nauw verwante soorten geeft een zeer nauwkeurige indruk van de grootte en hardheid van de zaden waarmee zij zich voeden. De beide soorten cactusvinken eten voornamelijk delen van de schijfcactus (Opuntia galapageia) en wringen ook schors los om insecten te vangen. De kleine en spitssnavelgrondvink eten naast zaden, bessen en nectar ook nogal wat dierlijke kost: ze zoeken kleine zeediertjes tussen de rotsen van de laagwaterlijn en pikken teken van de rug van zeeleguanen.
Qua voedingsgewoonten bestaan er vaak verschillen tussen de diverse eilandvariëteiten (ondersoorten) van eenzelfde soort. Zo is de nominaatvorm van de spitssnavelgrondvink (Geospiza difficilis difficilis) op Genovesa een bijna zuivere planteneter. Zijn neef, de grote spitssnavelgrondvink (Geospiza difficilis septentrionalis) is bijna twee keer zo zwaar (24 gram). Deze grondvink leeft op het veel noordelijker en geïsoleerde Isla Wolf en geeft daar de voorkeur aan allerlei dierlijke kost, maar plantaardige kost versmaadt hij niet. Men heeft waargenomen dat deze grondvinken de ellebooghuid van broedende genten openpikken om het bloed op te drinken. In het Engels wordt deze ondersoort ook wel de vampiervink genoemd. De merkwaardige gewoonte om bloed te drinken, komt slechts bij enkele andere vogels voor, zoals bij de Afrikaanse ossenpikkers. Daarnaast eet de grote spitssnavelgrondvink graag aas, op rotsen stukgeslagen krabben en gemorste hapjes vis bij de nesten van zeevogels zoals de blauwvoetgent (Sula nebouxii) en de Nazcagent (S. granti). Ten slotte pikt deze vink ook graag eieren van deze vogels open en drinkt ze leeg.
Bij het eten zoeken op de grond keren de grondvinken met hun snavel droge bladeren om en gooien ze tegelijkertijd om met de poten. Ook duwen ze losse steentjes met een poot weg en bewerken het met hun snavel, juist zoals een spechtvink dat op een tak doet. Bij de boomvinken geldt dat hoe groter de soort is, hoe meer hij zijn voedsel (hoofdzakelijk insecten) zoekt onder losgescheurde boomschors, waarbij ze vaak op de manier van mezen met de kop naar beneden aan een tak hangen. De verwante vegetarische boomvink pikt slechts zeer zelden insecten op, en bewerkt die zonder zijn poten te gebruiken. De boszangervink (of klein insectenvinkje) is een bijna zuivere insecteneter en zoekt op de manier van mezen bosjes bladeren en takken af en vangt ook veel vliegende insecten, grote buit houdt hij evenals de boomvink met de poot vast. De cocosvink voedt zich, aan de snavel te oordelen, op eenzelfde wijze.

### Werktuiggebruik
De twee soorten van het geslacht Camarhynchus, de spechtvink en de mangrovevink, gebruiken werktuigen (doorns van planten om insecten uit holten te peuteren.) De laatste wordt bijna alleen gevonden in de mangroven van Isabela (het grootste eiland) en Fernandina. Beide soorten vangen insecten op de wijze van spechten: ze hakken half vergaan hout uit elkaar en maken de schors van de stammen los, breken dunne takjes af en porren de insectenlarven uit hun schuilhoeken. Dit doen ze echter niet met de snavel, maar met een cactusstekel of een dun stokje.

### Snavelvorm en geluid
Behalve een relatie met foerageergedrag heeft de snavelvorm ook effect op de geluiden die de vinken maken. De stapsgewijze veranderingen in de snavelvorm hebben invloed op het vermogen om bepaalde geluiden te maken waardoor vogels met dezelfde snavelvorm elkaar op den duur als soorten herkennen en reproductief geïsoleerd raken van vogels met een afwijkende snavelvorm en afwijkende zang.